# 庫耶列布希
庫耶列布希（阿斯圖里亞斯語：Cuélebre，坎塔布連方言：Culebre）是阿斯圖里亞斯和坎塔布連神話中的一種有翼的蛇形巨龍，生活在山洞中守衛者財寶并看押著xana。一般不移動，然而也會外出吞食人畜。
仲夏之夜在阿斯圖里亞斯和坎塔布連神話中被認為有魔力，勇士可以在當晚殺死庫耶列布希，迎娶xana并得到財寶。 不過在坎塔布連地區也傳說著在圣巴托羅繆之夜其力量會增強并對人類進行報復。
庫耶列布希年齡逐漸增大後就會飛往海上的Mar Cuajada島。

## 外部連結
- Keeping a xana prisoner